# Polemiosilis nanggalaensis
Polemiosilis nanggalaensis es una especie de coleóptero de la familia Cantharidae.

## Distribución geográfica
Habita en Indonesia.